# Araneus zhangmu
Araneus zhangmu este o specie de păianjeni din genul Araneus, familia Araneidae, descrisă de Zhang, Song și Kim în anul 2006. Conform Catalogue of Life specia Araneus zhangmu nu are subspecii cunoscute.